# 西佩尔泽 (南卡罗来纳州)
西佩尔泽（英文：West Pelzer），是美国南卡罗来纳州下属的一座城市。城市类型是“Town”。其面积大约为3.41平方英里（8.83平方公里）。根据2010年美国人口普查，该市有人口880人，人口密度约为每平方 英里257.99人（约合每平方公里99.61人）。